# Maria Doménech
Maria Domènech i Escoté (Alcover, 1877 — Barcelona, 1952) fue una escritora española.

## Biografía
Nacido en 1877 en la localidad tarraconense de Alcover. Su padre murió cuando ella tenía tres años y se mudó a Tarragona. Allá colaboró en varias publicaciones como La Pàtria, Camp de Tarragona, bajo el pseudónimo de «Josep Miralles». 
En 1910 se estableció en Barcelona con su marido, el médico Francesc Cañellas, y sus dos hijos y comenzó su carrera literaria y su actividad social. Colaboró con varias revistas como Or i Grana, La Tralla, Feminal, El Poble Català, Renaixement y La Veu de Catalunya.

## Obra

### Poesía
- Al rodar del temps (1946)
- Confidències (1946)

Juegos Florales de Barcelona'
- Mireia (1915), 1r accésit a la Flor Natural
- La santa mà (1916)
- Varena (1917)
- Alda i Roland (1920)
- Lliberació (1934)
- Pels voltans de la Seu (1934)

### Prosa
- Neus (1914)
- Contrallum (1917)
- Els gripaus d'or (1919)
- Herències (1921)